# ஜ
Cette page contient des caractères d'alphasyllabaires indiens. En cas de problème, consultez Aide:Unicode.
ஜ est une lettre de l’alphabet Grantha qui fait le son [dʒʌ].
Son caractère Unicode est 0B9C.